# بازی‌های پان امریکن ۱۹۹۱
بازی‌های پان امریکن ۱۹۹۱ (انگلیسی: 1991 Pan American Games) یازدهمین دوره بازی‌های پان امریکن است که از ۲ تا ۱۸ اوت ۱۹۹۱ در هاوانا، کوبا با حضور ۴۵۱۹ ورزشکار برگزار شده‌است.

## جدول مدال‌ها
*   کشور میزبان ( کوبا)
| رتبه            | کشور                | طلا | نقره | برنز | مجموع |
| --------------- | ------------------- | --- | ---- | ---- | ----- |
| ۱               | کوبا*               | ۱۴۰ | ۶۲   | ۶۳   | ۲۶۵   |
| ۲               | ایالات متحده آمریکا | ۱۳۰ | ۱۲۵  | ۹۸   | ۳۵۳   |
| ۳               | کانادا              | ۲۴  | ۴۶   | ۵۹   | ۱۲۹   |
| ۴               | برزیل               | ۲۱  | ۲۱   | ۳۷   | ۷۹    |
| ۵               | مکزیک               | ۱۴  | ۲۳   | ۳۸   | ۷۵    |
| ۶               | آرژانتین            | ۱۱  | ۱۵   | ۲۹   | ۵۵    |
| ۷               | کلمبیا              | ۵   | ۱۵   | ۲۱   | ۴۱    |
| ۸               | ونزوئلا             | ۴   | ۱۴   | ۲۰   | ۳۸    |
| ۹               | پورتوریکو           | ۳   | ۱۳   | ۱۱   | ۲۷    |
| ۱۰              | شیلی                | ۲   | ۱    | ۷    | ۱۰    |
| ۱۱              | جامائیکا            | ۲   | ۱    | ۵    | ۸     |
| ۱۲              | سورینام             | ۱   | ۲    | ۱    | ۴     |
| ۱۳              | ترینیداد و توباگو   | ۱   | ۱    | ۰    | ۲     |
| ۱۴              | کاستاریکا           | ۱   | ۰    | ۱    | ۲     |
| ۱۵              | جمهوری دومینیکن     | ۰   | ۵    | ۴    | ۹     |
| ۱۶              | برمودا              | ۰   | ۲    | ۰    | ۲     |
| ۱۷              | گواتمالا            | ۰   | ۱    | ۵    | ۶     |
| ۱۸              | نیکاراگوئه          | ۰   | ۱    | ۲    | ۳     |
| ۱۹              | اکوادور             | ۰   | ۱    | ۱    | ۲     |
| ۱۹              | باهاما              | ۰   | ۱    | ۱    | ۲     |
| ۲۱              | اروگوئه             | ۰   | ۱    | ۰    | ۱     |
| ۲۱              | بولیوی              | ۰   | ۱    | ۰    | ۱     |
| ۲۱              | پاناما              | ۰   | ۱    | ۰    | ۱     |
| ۲۴              | پرو                 | ۰   | ۰    | ۳    | ۳     |
| ۲۵              | جزایر ویرجین        | ۰   | ۰    | ۲    | ۲     |
| ۲۵              | گویان               | ۰   | ۰    | ۲    | ۲     |
| ۲۷              | هائیتی              | ۰   | ۰    | ۱    | ۱     |
| مجموع (۲۷ کشور) | مجموع (۲۷ کشور)     | ۳۵۹ | ۳۵۳  | ۴۱۱  | ۱۱۲۳  |

## ورزش‌ها
- تیراندازی با کمان  (جزئیات)
- دو و میدانی  (جزئیات)
- بیسبال  (جزئیات)
- بسکتبال  (جزئیات)
- بولینگ  (جزئیات)
- بوکس  (جزئیات)
- قایقرانی  (جزئیات)
- دوچرخه‌سواری  (جزئیات)
- سوارکاری  (جزئیات)
- شمشیربازی  (جزئیات)
- هاکی روی چمن  (جزئیات)
- فوتبال  (جزئیات)
- ژیمناستیک  (جزئیات)
- هندبال  (جزئیات)
- جودو  (جزئیات)
- راکت‌بال (جزئیات)
- رول‌اسکیت (جزئیات)
- روئینگ  (جزئیات)
- قایقرانی بادبانی  (جزئیات)
- تیراندازی  (جزئیات)
- سافت‌بال  (جزئیات)
- شنا  (جزئیات)
- شنای موزون  (جزئیات)
- تنیس روی میز  (جزئیات)
- تکواندو  (جزئیات)
- تنیس  (جزئیات)
- والیبال  (جزئیات)
- واترپلو  (جزئیات)
- دوچرخه‌سواری  (جزئیات)
- کشتی  (جزئیات)

## کشورهای شرکت‌کننده
- آنتیگوا و باربودا
- آنتیل هلند
- آرژانتین
- آروبا
- باهاما
- باربادوس
- بلیز
- برمودا
- بولیوی
- برزیل
- جزایر ویرجین بریتانیا
- کانادا
- جزایر کیمن
- شیلی
- کلمبیا
- کاستاریکا
- کوبا
- السالوادور
- اکوادور
- گرنادا
- گواتمالا
- گویان
- هائیتی
- هنگ کنگ
- جامائیکا
- مکزیک
- نیکاراگوئه
- پاناما
- پاراگوئه
- پرو
- پورتوریکو
- جمهوری دومینیکن
- سنت وینسنت و گرنادین‌ها
- سورینام
- ترینیداد و توباگو
- اروگوئه
- ایالات متحده آمریکا
- ونزوئلا
- جزایر ویرجین